# Microregione di Baixo Parnaíba Piauiense
Baixo Parnaíba Piauiense è una microregione del Piauí in Brasile, appartenente alla mesoregione di Norte Piauiense.
È una suddivisione creata puramente per fini statistici, pertanto non è un'entità politica o amministrativa.

## Comuni
È suddivisa in 18 comuni:
- Barras
- Batalha
- Boa Hora
- Brasileira
- Cabeceiras do Piauí
- Campo Largo do Piauí
- Esperantina
- Joaquim Pires
- Joca Marques
- Luzilândia
- Madeiro
- Matias Olímpio
- Miguel Alves
- Morro do Chapéu do Piauí
- Nossa Senhora dos Remédios
- Piripiri
- Porto
- São João do Arraial